# V1668 Cygni
V1668 Cygni war eine Nova, die 1978 im Sternbild Schwan aufleuchtete und eine Helligkeit von 6 mag erreichte.

## Koordinaten
- Rektaszension: 21h 42m 35s.19
- Deklination: +44° 01' 57".0